# Sasheer Zamata
Sasheer Zamata Moore (Okinawa, 6 maggio 1986) è un'attrice e cabarettista statunitense conosciuta soprattutto per far parte del cast della serie comica della NBC Saturday Night Live. dal 2014 al 2017.

## Filmografia

### Attrice

#### Cinema
- Sleight - Magia, regia di D.J. Dillard (2016)
- Yoga Hosers - Guerriere per sbaglio (Yoga Hosers), regia di Kevin Smith (2016)
- Deidra e Laney rapinano un treno, regia di Sydney Freeland (2017)
- The Outdoorsman, regia di David Haskell (2017)
- Come ti divento bella!, regia di Abby Kohn e Marc Silverstein (2018)
- The Weeknd, regia di Stella Meghie (2018)
- Spree, regia di Eugene Kotlyarenko (2020)
- Muppets Haunted Mansion - La casa stregata, regia di Kirk R. Thatcher (2021)
- Unfrosted - Storia di uno snack americano (Unfrosted), regia di Jerry Seinfeld (2024)

#### Televisione
- Inside Amy Schumer – serie TV, 2 episodi (2013-2014)
- Transparent – serie TV, episodio 3x01 (2016)
- People of Earth – serie TV, episodio 1x06 (2016)
- Corporate – serie TV, 4 episodi (2019)
- Woke – serie TV, 15 episodi (2020-2022)
- Robbie – serie TV, 8 episodi (2020)
- Grand Crew – serie TV, episodi 1x01 (2021)
- Economia domestica (Home Economics) – serie TV, 42 episodi (2021-2023)
- Agatha All Along, regia di Jac Schaeffer, Rachel Goldberg e Gandja Monteiro – miniserie TV (2024)

### Doppiatrice
- BoJack Horseman – serie animata, episodio 4x09 (2017)
- I Mitchell contro le macchine, regia di Mike Rianda e Jeff Rowe (2021)
- Tuca & Bertie – serie animata, 7 episodi (2021-2022)
- Moon Girl e Devil Dinosaur – serie animata, 19 episodi (2023-2024)

## Programmi televisivi
- Saturday Night Live – programma  TV, 78 puntate (2014-2017)
- Assembled – docu serie TV, puntata 2x08 (2024)